# SUMMER COLLECTION WITH MUSIC CLIPS
『SUMMER COLLECTION WITH MUSIC CLIPS』（サマー・コレクション・ウィズ・ミュージック・クリップス）は、日本の歌手MINMIのコンピレーション・アルバムである。2009年8月19日発売。

## 概要
- ビクターエンタテインメント時代の楽曲の中から、サマーソングだけを集めた企画盤である。発売元も同社となっている。
- CDとDVDの2枚組である。

## 収録曲

### DISC1
1. シャナナ☆
2. サマータイム!!
3. MY SONG
4. L.A.L.A. feat.MINMI & L.O.W.D.
5. EVERYDAY
6. カイラクノカナタ
7. Lotta Love
8. I Love You Baby
9. アイの実
10. south orange
11. SUNSHINE feat.SAL the soul
12. 青空
13. アイラ

### DISC2
1. The Perfect Vision
2. T.T.T.
3. Another World
4. アイの実
5. STEP
6. Are yu ready
7. サマータイム!!
8. 西麻布伝説
9. I Love You Baby
10. シャナナ☆ -Trinidad&Tobago ver.-
11. Lotta Love -m & M mix-
12. ROCK CITY 1
13. ROCK CITY 3